# منير محمد أبو صالحة
منير محمد أبو صالحة (بالإنجليزية: Moner Mohammad Abu Salha)‏ ويعرف أيضا باسم أبو هريرة الأمريكي منفذ عملية انتحارية في أريحا بحلب سوريا، قتل نفسه خلالها إلي جانب عدد من جنود الجيش السوري، مستعينا بسيارة مفخخة.

## السيرة الذاتية
نشأ أبو صالحة في ولاية فلوريدا الأمريكية، لأب فلسطيني سني وأم أمريكية ايطالية، وعند سن الثانية والعشرين (22) أصبح أول أمريكي انتحاري يعرف بموته في سوريا.
أنتج أبو صالحة فيديو يشرح فيه دوافعه واستعداده للموت من أجل جبهة النصرة، ولاحقا ظهر اسم أبو صالحة مره أخري عام 2014 في أحد التحقيقات الغير ناجحة لمكتب التحقيقات الفيدرالي، حيث كان عنصر التحقيق هو عمر متين، والذي نفذ لاحقا الهجوم على نادي ليلي في أورلاندو وأظهرت التحقيقات أن «أبو صالحة» و «متين» كانوا يترددون علي نفس المسجد وهذا ما أخبرت به السلطات القانونية رسميا جريدة وال ستريت.
أثناء تنفيذ هجمات النادي الليلي أخبر «متين» عامل الطواري أن هذه الهجمات هي إلهام من أبو صالحه.
وفي فيديو منشور من قبل جيش النصرة، قال أبو صالحة أنه كان مراقب من قبل مكتب التحقيقات الفدرالي قبل ذهابه لسوريا، وأنه انتقل للعيش مع اصدقاء له في ولاية فلوريدا ليضلل مكتب التحقيقات الفدرالي، ويوهمهم بأنه لا يزال في أمريكا أثناء رحيله لسوريا.
كلا من «أبوصالحة» و«متين» عاشا في مدينة فورت بيرس بولاية فلوريدا.